# Brownville (Maine)
Brownville es un pueblo ubicado en el condado de Piscataquis en el estado estadounidense de Maine. En el Censo de 2010 tenía una población de 1.250 habitantes y una densidad poblacional de 10,82 personas por km².

## Geografía
Brownville se encuentra ubicado en las coordenadas 45°21′23″N 69°0′54″O / 45.35639, -69.01500. Según la Oficina del Censo de los Estados Unidos, Brownville tiene una superficie total de 115.54 km², de la cual 114.02 km² corresponden a tierra firme y (1.31%) 1.52 km² es agua.

## Demografía
Según el censo de 2010, había 1.250 personas residiendo en Brownville. La densidad de población era de 10,82 hab./km². De los 1.250 habitantes, Brownville estaba compuesto por el 97.28% blancos, el 0.64% eran afroamericanos, el 0.24% eran amerindios, el 0% eran asiáticos, el 0% eran isleños del Pacífico, el 0.48% eran de otras razas y el 1.36% pertenecían a dos o más razas. Del total de la población el 1.28% eran hispanos o latinos de cualquier raza.